# 공로명
공노명(孔魯明, 1932년 2월 25일~)은 대한민국의 외교관이다.
본관은 곡부(曲阜)이며 함경북도 명천에서 출생하였다.

## 생애
1958년 외무부에 들어간 이후 요직을 두루 거친 중량급 정통 외교관이다. 1983년 외무부 정무차관보 재직시, 중화인민공화국 민항기 불시착 사건의 대한민국 측 협상 대표로 사건을 해결했고, 초대 모스크바 영사처 처장으로 한소 수교에 결정적으로 기여하였다. 2009년 11월 현재 세종재단 이사장 겸 동서대학교 국제관계학부 석좌교수, 한일포럼 회장으로 있다.

## 학력
- 1950년 경성제1고등보통학교 졸업
- 1952년 육군보병학교 수료
- 1953년 육군포병학교 수료
- 1961년 서울대학교 법학과 학사
- 1963년 대한민국 국방대학교 행정학사 8기

#### 비학위 수료
- 영국 런던 대학교 정치경제대학원 국제정치외교안보과정 수료

## 이력
- 1950년 서울 경기고등학교 졸업
- 1950년~1958년 육군 장교
- 1958년 대한민국 육군 대위 예편
- 1958년 외무부 입부
- 1961년 서울대학교 법과대학 법학과 학사 학위 취득
- 1963년 대한민국 국방대학교 8기 행정학사 학위 취득
- 1963년 주미국 대사관 3등서기관
- 1966년 주일본 대사관 2등서기관
- 1974년 외무부 아주국 심의관
- 1977년 외무부 아주국장
- 1979년 주카이로 총영사
- 1981년 외무부 정무차관보
- 1983년 6월 주브라질 대사[2]
- 1986년 주뉴욕 총영사
- 1990년 주소련 대사
- 1991년 주러시아 대사
- 1992년 외교안보연구원 원장
- 1992년 남북고위급회담 대변인
- 1993년 주일본 대사
- 1994년~1996년 외무부 장관
- 1997년 동국대학교 정치외교학과 석좌교수(현)
- 2002년 2010 평창동계올림픽유치위원회 위원장
- 2003년 한일포럼 회장(현)
- 2004년~2007년 한림대학교 국제대학원 특임교수 겸 일본학연구소장
- 2004년 함경북도 행정자문위원
- 2005년 동아시아재단 '글로벌 아시아' 발행인(현)
- 2007년 한림대학교 외교정책전공 석좌교수(현)
- 2007년 동서대학교 국제관계학부 석좌교수(현)
- 2008년 재단법인 세종재단 이사장(전)
- 2011년 재단법인 동아시아재단 이사장 (현)
- 2019년 4월 ~ : 보다나은미래를위한 반기문재단 고문

## 훈장
- 홍조ㆍ청조근정훈장